# Derby de la Ruhr
L'expression derby de la Ruhr (Revierderby en allemand) fait référence aux confrontations opposant les clubs de la région de la Ruhr, qui inclut les clubs des villes de Bochum, Duisbourg, Dortmund, Gelsenkirchen, Oberhausen ou Essen.
Bien que désignant toute confrontation entre ces différents clubs, on l'utilise notamment pour faire allusion à la grande confrontation du Championnat d'Allemagne de football opposant BV 09 Borussia Dortmund et FC Schalke 04, éternels rivaux. La rivalité entre ces deux clubs tient essentiellement au fait que ces clubs phares du football allemand sont très proches géographiquement et se font une concurrence féroce dans le championnat. Ce sont en moyenne 60 000 spectateurs qui assistent aux matchs, qui se tiennent généralement au Westfalenstadion à Dortmund, ou au Veltins-Arena à Gelsenkirchen.

## Derbies de la Ruhr en Bundesliga
Avec un total de sept clubs, la région de la Ruhr est celle qui a apporté le plus de clubs à la Fußball-Bundesliga. En tout, ce sont près de 430 derbies entre clubs issus de cette région qui se sont joués au premier niveau footballistique allemand. Pour les derbies opposant deux clubs autres que le FC Schalke 04 et le BV 09 Borussia Dortmund, on parle souvent dans la presse de « Kleines Revierderby », ou « petits derbies de la Ruhr ».
|                     | Borussia Dortmund | FC Schalke 04 | VfL Bochum | MSV Duisbourg | Rot-Weiss Essen | Rot-Weiß Oberhausen |
| ------------------- | ----------------- | ------------- | ---------- | ------------- | --------------- | ------------------- |
| FC Schalke 04       | 88                |               |            |               |                 |                     |
| VfL Bochum          | 60                | 58            |            |               |                 |                     |
| MSV Duisbourg       | 48                | 54            | 34         |               |                 |                     |
| Rot-Weiss Essen     | 8                 | 14            | 8          | 14            |                 |                     |
| Rot-Weiß Oberhausen | 6                 | 8             | 4          | 8             | 4               |                     |
| SG Wattenscheid 09  | 8                 | 6             | 6          | 4             | 0               | 0                   |

Mise à jour: 4 février 2011

## Histoire de la rivalité Schalke - Dortmund
Cette rivalité opposant les deux grands clubs westphaliens naquit principalement durant l'entre-deux-guerres où Schalke domine la Ruhr à partir de 1929, puis encore à l'époque nazie jusqu'en 1944. Les premières rencontres étaient en effet très déséquilibrées à l'avantage de Schalke, même lors des saisons 1937-1938, où Dortmund termine deuxième derrière Schalke. On notera notamment une défaite du Borussia Dortmund 10-0 le 28 octobre 1940.
En raison de la grande différence de niveau entre les deux équipes, il n'y avait à l'origine aucune véritable rivalité. Ainsi, en 1934, alors que Schalke venait de remporter la finale du Championnat d'Allemagne, lorsque le train des joueurs du club passa par Dortmund sur le chemin du retour, ils furent acclamés comme des héros.
Il faut attendre le Championnat d'Allemagne de football 1943-1944 pour que le Borussia s'impose pour la première fois, à domicile, sur le score de 1-0, le 14 novembre 1943, mettant ainsi fin à une série de 17 matchs sans victoire. Le but de la victoire fut marqué par August Lenz (de). C'est ce succès initial qui marque un tournant dans la rivalité, Dortmund parvenant enfin à se mesurer à son rival de Gelsenkirchen.
L'après-guerre sourit au Borussia Dortmund, qui évolue avec Schalke en Oberliga Ouest. De 1947 à 1963, Dortmund s'impose 17 fois, et Schalke seulement à six reprises, les deux formations partageant les points 10 fois. On notera notamment une série de huit matchs sans défaite pour Dortmund de 1951 à 1956.

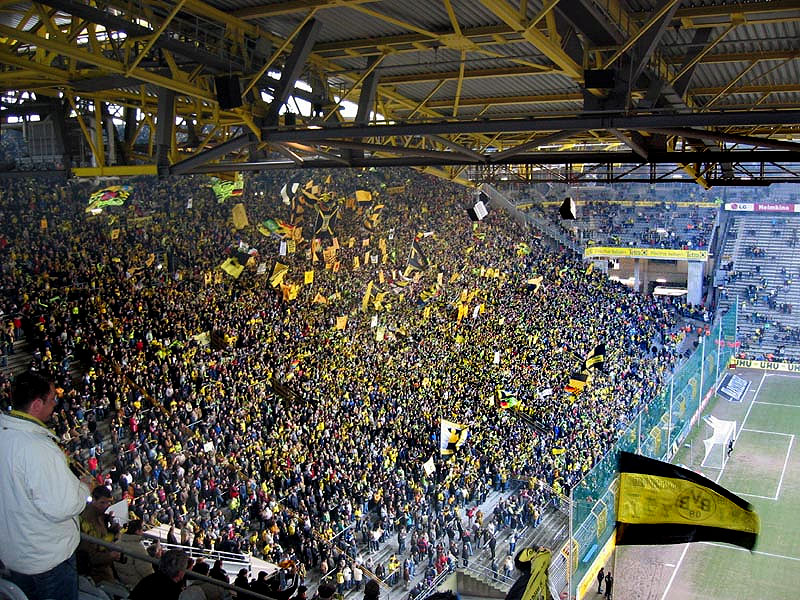
Supporters du Borussia Dortmund au Signal Iduna Park.

Le passage au championnat d'Allemagne à poule unique en 1964 marque un déclin des deux clubs qui connaîtront notamment la deuxième division. La création de la Bundesliga a toutefois commencé par une continuation des bons résultats de Dortmund, qui remporte huit des dix premières confrontations. La victoire 1-0 de Schalke le 20 avril 1968 vit le retour de la fortune de Schalke et le déclin de Dortmund. Après la défaite 0-3 de Dortmund le 4 mars 1972 et la relégation de la Ligue qui en découla, les deux équipes ne se sont plus affrontées jusqu'en 1975.
Après le retour de Dortmund en Bundesliga, le but de Lothar Huber (en) à la 87e minute le 5 novembre 1977 donna aux joueurs de Dortmund leur première victoire contre Schalke en près de dix ans. Les années suivantes furent la possession de Dortmund, qui gagna onze matchs contre six pour son rival. L'apogée de cette période fut atteinte lors d'une victoire 3-2 en Coupe d'Allemagne de football le 9 décembre 1988. Du fait de la relégation de Schalke 04 à l'issue de la saison 1988-1989, les deux équipes ne se rencontrèrent plus avant la campagne 1991-1992.
À la Ligue des champions remportée par Dortmund, Schalke riposte avec la Coupe UEFA gagnée la même année 1997. Si les années 1990 marquent l'hégémonie du BVB, Schalke s'impose comme nouvelle première force de la Ruhr depuis le dernier titre de son rival en 2002.
La rivalité est d'ailleurs entretenue par les dirigeants des deux clubs pour des raisons de marketing. En effet, lors des derbys, les stades sont systématiquement pleins, ce à quoi il faut ajouter les revenus non négligeables générés par la vente de produits dérivés auprès des supporteurs.

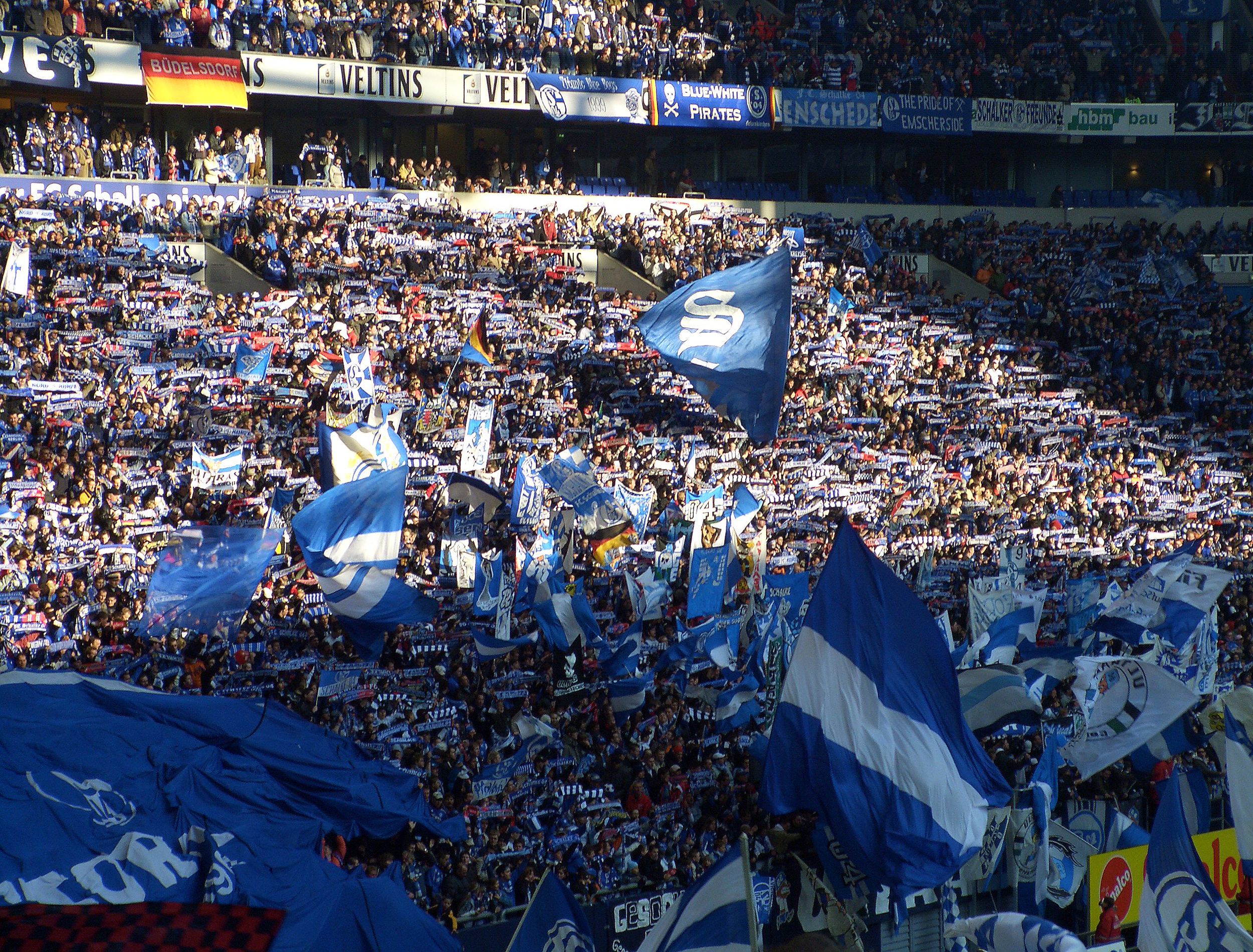
Supporters de Schalke 04 dans la Veltins-Arena.

La rivalité s'est encore renforcée en 2007, quand, en battant Schalke 04 à deux journées de la fin (2-0), le Borussia Dortmund a privé du titre son éternel ennemi à qui le championnat semblait pourtant assuré. Une semaine plus tard, les supporters du Borussia fêtaient la victoire de Stuttgart (et donc le titre de champion au détriment de Schalke) avec une banderole où était écrit : « Une vie est longue sans titre en main », fixée à l'arrière d'un avion qui passa au-dessus du stade de Gelsenkirchen à la fin de la dernière rencontre de Schalke. Toutefois, les Königsblauen prennent leur revanche dès le début de la saison suivante en étrillant 4-1 le Borussia puis en s'imposant sur sa pelouse 3-2.
En Championnat d'Allemagne de football 2006-2007, la défaite deux buts à zéro de Schalke face au Borussia Dortmund empêche le club de Gelsenkirchen de devenir champion d'Allemagne, titre après lequel le club court depuis 1958. Finalement, lors de cette saison, Schalke termine vice-champion derrière le VfB Stuttgart, alors que Dortmund termine neuvième.
Lors de la saison 2008-2009, les deux équipes réalisent un spectaculaire match nul trois buts à trois, alors que la victoire semblait acquise aux joueurs de Schalke, qui menaient 3-0 après 54 minutes de jeu. Le Borussia revient à l'égalité à la 89e minute, notamment grâce à Alexander Frei. Ce « match fou » fut également marqué par deux pénalties et deux exclusions.
La place de leader s'est jouée entre les deux clubs lors du derby à deux reprises, la première en 1979-1980, plus précisément en novembre 1979, la seconde en 2008-2009, lors de la quatrième journée.
De nos jours, la rivalité est encore très importante aux yeux des Allemands, voire, selon le footballeur Raúl « a l’air plus passionnée » que le Classique espagnol opposant Real Madrid et FC Barcelone. En 2010-2011, le FC Schalke 04 ayant remporté la Coupe d'Allemagne de football et le Borussia Dortmund le championnat, les deux clubs se sont rencontrés en Supercoupe d'Allemagne de football le 23 juillet 2011. Ce derby, remporté par le FC Schalke 04, voit la consécration par les supporters de Ralf Fährmann.

## Liste des rencontres
Le tableau suivant liste les résultats des différents derbys entre FC Schalke 04 et BV Borussia Dortmund.

## Statistiques
À l'issue de la saison 2022-2023, les statistiques dans les rencontres officielles sont favorables au FC Schalke 04, qui totalise 59 victoires en 160 matchs (36 %), contre 57 victoires pour le Borussia Dortmund (35 %) et 44 matchs nul (27 %). 
Le tableau suivant dresse le bilan des confrontations officielles entre les deux clubs de la Ruhr. Dans les rencontres à élimination directe, les tirs au but ne sont pas pris en compte et la rencontre est comptabilisée comme match nul.
| Compétition       | Victoires du FC Schalke 04 | Matchs nuls | Victoires du Borussia Dortmund | Total |
| ----------------- | -------------------------- | ----------- | ------------------------------ | ----- |
| Bundesliga        | 32                         | 31          | 37                             | 100   |
| Oberliga          | 7                          | 10          | 15                             | 32    |
| Gauliga           | 14                         | 1           | 1                              | 16    |
| Coupe d'Allemagne | 3                          | 1           | 2                              | 6     |
| Coupe de la Ligue | 1                          | 0           | 0                              | 1     |
| Autre             | 3                          | 0           | 1                              | 4     |
| Total             | 59                         | 44          | 57                             | 160   |

### Meilleurs buteurs de tous les temps dans le derby
| Joueur                    | Club(s)           | Buts | Années    |
| ------------------------- | ----------------- | ---- | --------- |
| Lothar Emmerich           | Borussia Dortmund | 11   | 1960-1969 |
| Michael Zorc              | Borussia Dortmund | 8    | 1978-1998 |
| Alfred Kelbassa           | Borussia Dortmund | 7    | 1954-1963 |
| Willi Koslowski           | FC Schalke 04     | 7    | 1954-1965 |
| Pierre-Emerick Aubameyang | Borussia Dortmund | 6    | 2013-2018 |
| Klaas-Jan Huntelaar       | FC Schalke 04     | 5    | 2010-2017 |
| Kevin Kuranyi             | FC Schalke 04     | 5    | 2005-2010 |

## Palmarès
| Compétition                            | Titres pour FC Schalke 04 | Dernier titre | Titres pour Borussia Dortmund | Dernier titre |
| -------------------------------------- | ------------------------- | ------------- | ----------------------------- | ------------- |
| Bundesliga                             | 7                         | 1958          | 8                             | 2012          |
| Coupe d'Allemagne                      | 5                         | 2011          | 5                             | 2021          |
| Supercoupe d'Allemagne                 | 1                         | 2011          | 6                             | 2019          |
| Coupe de la Ligue                      | 1                         | 2005          | 0                             | -             |
| Oberliga Ouest                         | 2                         | 1958          | 6                             | 1957          |
| Gauliga Westphalie                     | 11                        | 1944          | 0                             | -             |
| Ligue des champions de l'UEFA          | 0                         | -             | 1                             | 1997          |
| Coupe d'Europe des Vainqueurs de Coupe | 0                         | -             | 1                             | 1966          |
| Coupe UEFA                             | 1                         | 1997          | 0                             | -             |
| Supercoupe de l'UEFA                   | 0                         | -             | 0                             | -             |
| Coupe intercontinentale                | 0                         | -             | 1                             | 1997          |

### Fiches des matchs
1. ↑  Fiche du match sur leballonrond.fr
2. ↑  Fiche du match sur leballonrond.fr
3. ↑  Fiche du match sur leballonrond.fr
4. ↑  Fiche du match sur leballonrond.fr
5. ↑  Fiche du match sur leballonrond.fr
6. ↑  Fiche du match sur leballonrond.fr
7. ↑  Fiche du match sur leballonrond.fr